# Jean Angélique Lemoine-Devilleneuve
Jean Angélique Lemoine-Devilleneuve, né le 24 janvier 1754 à Mortain (Manche) et décédé le 18 juin 1800 à Paris, est un homme politique de la Révolution française.

## Biographie

### Mandat à la Législative
La France devient une monarchie constitutionnelle en application de la constitution du 3 septembre 1791.
Le même mois, Jean Lemoine-Devilleneuve, alors juge au tribunal de Mortain, est élu député du département de la Manche, le quatrième sur treize, à l'Assemblée nationale législative. 
Il siège sur les bancs de la gauche de l'Assemblée. En février 1792, il vote en faveur de la mise en accusation de Bertrand de Molleville, le ministre de la Marine. En avril, il vote pour que les soldats du régiment de Châteauvieux, qui s'étaient mutinés lors de l'affaire de Nancy, soient admis aux honneurs de la séance. En août, il vote en faveur de la mise en accusation du marquis de La Fayette. 
La monarchie prend fin à l'issue de la journée du 10 août 1792 : les bataillons de fédérés bretons et marseillais et les insurgés des faubourgs de Paris prennent le palais des Tuileries. Louis XVI est suspendu et incarcéré avec sa famille à la tour du Temple. 

### Mandat à la Convention
En septembre 1792, Jean Lemoine-Devilleneuve est réélu député de la Manche, le troisième sur treize, à la Convention nationale. 

Il siège sur les bancs de la Montagne. Lors du procès de Louis XVI, il vote la mort, et rejette l'appel au peuple et le sursis à l'exécution de la peine. Le 13 avril 1793, il vote contre la mise en accusation de Jean-Paul Marat : 
[...] je dis qu'il ne peut pas y avoir lieu à accusation, quant à présent, contre un républicain dont Louis Capet, et toute sa cour, La Fayette et Dumouriez ont désiré tant de fois boire le sang jusqu'à la dernière goutte [...].  
Le 28 mai 1793, il vote contre le rétablissement de la Commission des Douze.
Le 1er thermidor (le 19 juillet 1795), il est élu secrétaire, aux côtés de Claude-Nicolas Leclerc (député du Loir-et-Cher) et de Louis-Jacques Savary (député du département de l'Eure), sous la présidence de Louis-Marie de La Révellière-Lépeaux (député du Maine-et-Loire). 